# الضعاف سوق الجمعة (أولاد نوال)
الضعاف سوق الجمعة هي إحدى مشيخات المملكة المغربية، تتبع جغرافيا لإقليم سيدي قاسم وإداريًا لأولاد نوال. يقدر عدد سكانها بـ 6094 نسمة حسب الإحصاء الرسمي للسكان والسكنى لسنة 2004.